# Valhalla IP
Valhalla IP é uma arena desportiva destinada à prática de futebol e atletismo, localizado em Gotemburgo, na Suécia.

Foi construída em 1963.

Tem capacidade para 4 000 pessoas, e é o campo para os jogos de casa dos clubes de futebol Qviding FIF, Göteborg FC e Utsiktens BK. 

## Ligações externas

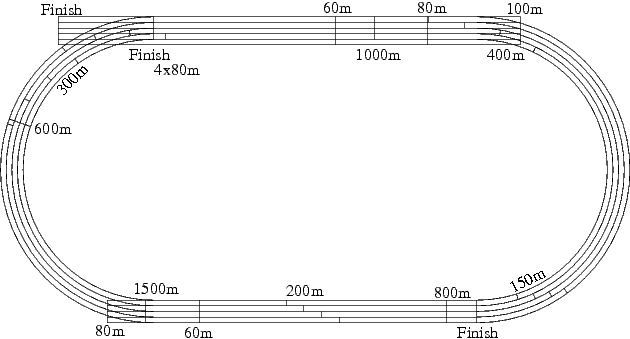
Pista de atletismo de Valhalla